# Опітер Вергіній Есквілін
Опі́тер Вергі́ній Есквілі́н (лат. Opiter Virginius Tricostus Esquilinus); V століття до н. е.) — політик, державний діяч Римської республіки, консул-суффект 478 року до н. е.

## Біографічні відомості
Походив з патриціанського роду Вергініїв. Син Опітера Вергінія Трікоста, консула 502 року до н. е., брат Прокула Вергінія Трікоста Рутила, консула 486 року до н. е.
Через смерть консула 478 року до н. е. Гая Сервілія Структа Агали Опітера Вергінія було обрано консулом-суффектом додатково до другого консула тієї каденції Луція Емілія Мамерка.
Згідно з Титом Лівієм Опітера Вергінія було обрано консулом 473 року до н. е. і став таким чином вдруге колегою Луція Емілія Мамерка. У рік його консульства відбулося чергове загострення боротьби між плебеями і патриціями — сенатори організували вбивство народного трибуна Гнея Генуція.
Про подальшу долю Опітера Вергінія даних немає.